# Sundtjärnen (Bodums socken, Ångermanland)
Sundtjärnen är en sjö i Strömsunds kommun i Ångermanland och ingår i Ångermanälvens huvudavrinningsområde.